# Liste der Baudenkmale in Löwenberger Land
In der Liste der Baudenkmale in Löwenberger Land sind alle Baudenkmale der brandenburgischen Gemeinde Löwenberger Land und ihrer Ortsteile aufgelistet. Grundlage ist die Veröffentlichung der Landesdenkmalliste mit dem Stand vom 31. Dezember 2020.

## Baudenkmale in den Ortsteilen
In den Spalten befinden sich folgende Informationen:
- ID-Nr.: Die Nummer wird vom Brandenburgischen Landesamt für Denkmalpflege vergeben. Ein Link hinter der Nummer führt zum Eintrag über das Denkmal in der Denkmaldatenbank. In dieser Spalte kann sich zusätzlich das Wort Wikidata befinden, der entsprechende Link führt zu Angaben zu diesem Denkmal bei Wikidata.
- Lage: die Adresse des Denkmales und die geographischen Koordinaten. Link zu einem Kartenansichtstool, um Koordinaten zu setzen. In der Kartenansicht sind Denkmale ohne Koordinaten mit einem roten beziehungsweise orangen Marker dargestellt und können in der Karte gesetzt werden. Denkmale ohne Bild sind mit einem blauen bzw. roten Marker gekennzeichnet, Denkmale mit Bild mit einem grünen beziehungsweise orangen Marker.
- Bezeichnung: Bezeichnung in den offiziellen Listen des Brandenburgischen Landesamtes für Denkmalpflege. Ein Link hinter der Bezeichnung führt zum Wikipedia-Artikel über das Denkmal.
- Beschreibung: die Beschreibung des Denkmales
- Bild: ein Bild des Denkmales und gegebenenfalls einen Link zu weiteren Fotos des Baudenkmals im Medienarchiv Wikimedia Commons

### Falkenthal
| ID-Nr.   | Lage                      | Bezeichnung                                                              | Beschreibung | Bild           |
| -------- | ------------------------- | ------------------------------------------------------------------------ | --- | -------------- |
| 09165194 | Breite Straße 33 (Lage)   | Dorfkirche                                                               | Die evangelische Dorfkirche ist eine Feldsteinkirche aus dem 15. Jahrhundert. Dem schlichten Langhaus ist im Westen ein Turmriegel von gleicher Breite vorgestellt, der heute dicht mit Efeu bewachsen ist. Im Unterschied zu den Feldsteinkirchen der Umgebung erhielt dieser Turm im Barock einen laternenartigen Aufsatz mit Holzverkleidung. | weitere Bilder |
| 09165439 | Breite Straße 47 (Lage)   | Gehöft, bestehend aus Wohnhaus, zwei Wirtschaftsgebäuden und Einfriedung | | BW             |
| 09165451 | Liebenwalder Str 9 (Lage) | Wirtschafts- und Feuerwehrgebäude                                        | | weitere Bilder |
| 09165452 | Schulstraße 1 (Lage)      | Dorfschule                                                               | | weitere Bilder |

### Glambeck
| ID-Nr.   | Lage               | Bezeichnung                                                                                         | Beschreibung | Bild         |
| -------- | ------------------ | --------------------------------------------------------------------------------------------------- | --- | ------------ |
| 09165408 | (Lage)             | Dorfkirche                                                                                          | Nach Ansiedlung von zehn Familien aus der Schweiz 1690/1691 wurde eine erste, schlichte Fachwerkkirche errichtet. Sie wurde durch den jetzigen neugotischen Backsteinbau ersetzt, der im Jahre 1901 eingeweiht wurde. | Dorfkirche   |
| 09165785 | (Lage)             | Spritzenhaus                                                                                        | | Spritzenhaus |
| 09166549 | Glambeck 41 (Lage) | Gehöft, bestehend aus Wohnhaus, drei Wirtschaftsgebäuden, Hofpflasterung und Teilen der Einfriedung | | BW           |

### Grieben
| ID-Nr.            | Lage              | Bezeichnung | Beschreibung | Bild               |
| ----------------- | ----------------- | --- | --- | ------------------ |
| 09165197 Wikidata | Dorfstraße (Lage) | Dorfkirche | Die evangelische Kirche stammt ursprünglich aus dem 13. Jh. Im Jahre 1772 wurde die Kirche erweitert und der Turm erbaut. Im Inneren ein Kanzelaltar aus der ersten Hälfte des 18. Jahrhunderts. Der Taufengel ist aus der Zeit Anfang des 18. Jahrhunderts und ist eine Leihgabe aus Tassdorf. | weitere Bilder     |
| 091651557         | Friedhofstraße () | Grab- und Gedenkstätte für 20 Häftlinge des Konzentrationslagers Sachsenhausen (Todesmarsch, April 1945), auf dem Friedhof | | ein Bild hochladen |

### Großmutz
| ID-Nr.            | Lage                            | Bezeichnung                                                          | Beschreibung | Bild           |
| ----------------- | ------------------------------- | -------------------------------------------------------------------- | --- | -------------- |
| 09165198 Wikidata | Großmutzer Dorfstraße (Lage)    | Dorfkirche                                                           | Die evangelische Kirche wurde von 1814 bis 1815 erbaut. Der Vorgängerbau war ein frühgotischer Bau. Im Inneren befindet sich eine schlichte Kanzelwand aus dem Jahre 1815. | weitere Bilder |
| 09165399          | Großmutzer Dorfstraße 24 (Lage) | Pfarrgehöft, bestehend aus Pfarrhaus, Stall, Scheune und Einfriedung | | BW             |
| 09166544          | Großmutzer Dorfstraße 34 (Lage) | Gehöft, bestehend aus Wohnhaus und zwei Wirtschaftsgebäuden          | | BW             |
| 09165617          | Großmutzer Dorfstraße 63 (Lage) | Gehöft, bestehend aus Wohnhaus und drei Wirtschaftsgebäuden          | | BW             |

### Grüneberg
| ID-Nr.            | Lage                         | Bezeichnung | Beschreibung | Bild |
| ----------------- | ---------------------------- | --- | --- | --- |
| 09165199 Wikidata | Dorfanger (Lage)             | Dorfkirche | | weitere Bilder |
| 09165503          | (Lage)                       | Verwaltungsgebäude mit Einfriedung und Nebengebäude                                                                                    | Das Verwaltungsgebäude der Grüneberger Metallgesellschaft mbH wurde ca. 1935, gebaut. Der Betrieb diente der Rüstungsproduktion. Das Gebäude nördlich an das Betriebsgelände angrenzend steht leer (Stand April 2016). | weitere Bilder |
| 09165158          | Stege (Lage)                 | Grab- und Gedenkstätte für 18 sowjetische Häftlinge des Konzentrationslagers Sachsenhausen (Todesmarsch, April 1945), auf dem Friedhof | | Grab- und Gedenkstätte für 18 sowjetische Häftlinge des Konzentrationslagers Sachsenhausen (Todesmarsch, April 1945), auf dem Friedhof |
| 09166555          | Straße zum Bahnhof (Lage)    | Gedenkstätte KZ-Außenlager Grüneberg                                                                                                   | | BW |
| 09165858          | Straße zum Bahnhof 19 (Lage) | Empfangsgebäude des Bahnhofs Grüneberg                                                                                                 | | weitere Bilder |

### Gutengermendorf
| ID-Nr.   | Lage                      | Bezeichnung                                                              | Beschreibung | Bild                                                                     |
| -------- | ------------------------- | ------------------------------------------------------------------------ | --- | ------------------------------------------------------------------------ |
| 09165200 | Gutengermendorf (Lage)    | Dorfkirche, Friedhofsmauer und Renaissance-Portal                        | Die Dorfkirche in Gutengermendorf entstand in der Mitte des 13. Jahrhunderts aus Feldsteinen. 1899 wurde sie barock überformt. In ihrem Innern befindet sich unter anderem eine hölzerne Kanzel aus dem Jahr 1697. | Dorfkirche, Friedhofsmauer und Renaissance-Portal                        |
|          | Gutengermendorf 28 (Lage) | Gasthaus „Zu den Linden“ mit Saalbau, Wirtschaftsgebäude und Einfriedung | | Gasthaus „Zu den Linden“ mit Saalbau, Wirtschaftsgebäude und Einfriedung |

### Häsen
| ID-Nr.   | Lage                                          | Bezeichnung | Beschreibung | Bild |
| -------- | --------------------------------------------- | --- | ------------ | --- |
| 09165400 | Kastanienallee 4, 6, Zur Brennerei 2 a (Lage) | Wirtschaftshof der Gutsanlage, bestehend aus zwei Stallgebäuden, Scheune, Brennerei, Kellergewölbe und Umfriedungsmauer mit Torpfeilern |              | Wirtschaftshof der Gutsanlage, bestehend aus zwei Stallgebäuden, Scheune, Brennerei, Kellergewölbe und Umfriedungsmauer mit Torpfeilern |
| 09165201 | Kastanienallee 7 (Lage)                       | Gutshaus |              | Gutshaus |

### Hoppenrade
| ID-Nr.   | Lage                             | Bezeichnung | Beschreibung | Bild                                           |
| -------- | -------------------------------- | --- | ------------ | ---------------------------------------------- |
| 09165435 | Parkstraße 27, 28, 29, 31 (Lage) | Wirtschaftshof des Gutes Hoppenrade, bestehend aus zwei Wohnhäusern, zwei Speichergebäuden, Stallgebäude, Brennerei, Schmiede, Toreinfahrt und Pflasterung |              | BW                                             |
| 09165238 | Parkstraße 2 (Lage)              | Schloss mit Schlosskapelle und Landschaftspark |              | Schloss mit Schlosskapelle und Landschaftspark |

### Klevesche Häuser
| ID-Nr.   | Lage                       | Bezeichnung                                                 | Beschreibung | Bild                                                        |
| -------- | -------------------------- | ----------------------------------------------------------- | ------------ | ----------------------------------------------------------- |
| 09165426 | Klevesche Häuser 24 (Lage) | Gehöft, bestehend aus Wohnhaus und zwei Wirtschaftsgebäuden |              | Gehöft, bestehend aus Wohnhaus und zwei Wirtschaftsgebäuden |

### Liebenberg
| ID-Nr.            | Lage                                                       | Bezeichnung | Beschreibung | Bild                    |
| ----------------- | ---------------------------------------------------------- | --- | --- | ----------------------- |
| 09165176 Wikidata | Liebenberg (Lage)                                          | Dorfkirche, auf dem Gutshof | Die evangelische Kirche war ursprünglich ein Bau aus der zweiten Hälfte des 13. Jahrhunderts. Im Jahre 1892 wurde die Kirche stark verändert, 1903 wurde der Turm hinzugefügt.   | weitere Bilder          |
| 09165214          | (Lage)                                                     | Gutspark (Landschaftspark) | Im Kern ist das ein Garten im Stil des Barocks. Er wurde 1833 / 1834 nach Plänen von Lenné erbaut.                                                                               | weitere Bilder          |
| 09165445          | Am Friedhof (Lage)                                         | Friedhofskapelle | | Friedhofskapelle        |
| 09166008          | Grüneberger Straße 8 (Lage)                                | Wohnhaus | | BW                      |
| 09165337          | Parkweg 1, 3, 21, Bergsdorfer Straße 1, Am Friedhof (Lage) | Gutsanlage Liebenberg, bestehend aus Gutshaus („Schloss Liebenberg“) mit Wandbild „Alexanderschlacht“, Jagd- und Waffensaalgebäude, Jägerhäusern, Allee, Kutscherhaus, Inspektorhaus (Speichergebäude), zwei Wohnhäusern („Kastanien- und Gärtnerhaus“), Gasthaus „Zum Roten Hirsch“, zwei Eiskellern, Einfriedung sowie Gutshof mit Schmiede, fünf Ställen und zwei Scheunen | Das Gutshaus wurde 1891 bis 1905 erbaut. Der Bauherr war Philipp zu Eulenburg. 1945 brannte die Nordostseite ab.                                                                 | weitere Bilder          |
| 09165175          | Parkweg 2 (Lage)                                           | Teehaus, im Gutspark | Das Teehaus im Park wurde 1875 erbaut. | Teehaus, im Gutspark    |
| 09165174          | Parkweg 2 (Lage)                                           | Lindenhaus, im Gutspark | Das Lindenhaus im Park wurde Anfang des 18. Jahrhunderts als Myrtenhaus erbaut. Das Haus wurde mit der Umgestaltung des Parkes durch Lenné in den Jahren 1833 bis 1834 umgebaut. | Lindenhaus, im Gutspark |
| 09165340          | Seehaus 1, 3, 4 (Lage)                                     | „Schloss Seehaus“ mit Wirtschaftsgebäuden, Tor und Teilen der Einfriedung | | weitere Bilder          |

### Linde
| ID-Nr.   | Lage                    | Bezeichnung | Beschreibung | Bild               |
| -------- | ----------------------- | --- | ------------ | ------------------ |
| 09165159 | Griebener Chaussee ()   | Grab- und Gedenkstätte für 17 unbekannte Häftlinge des Konzentrationslagers Sachsenhausen (Todesmarsch, April 1945), auf dem Friedhof |              | ein Bild hochladen |
| 09165102 | Linde-Dorfstraße (Lage) | Dorfkirche |              | Dorfkirche         |

### Löwenberg
| ID-Nr.   | Lage                                           | Bezeichnung                                                      | Beschreibung | Bild                                                             |
| -------- | ---------------------------------------------- | ---------------------------------------------------------------- | --- | ---------------------------------------------------------------- |
| 09165535 | Am Waldstadion 4 (Lage)                        | Wandgestaltung, in der Gesamtschule                              | | BW                                                               |
| 09165207 | Friedrich-Ebert-Straße (Lage)                  | Dorfkirche                                                       | Die Dorfkirche ist ein großer Saalbau aus Feldsteinquadern, die in der Mitte des 13. Jahrhunderts entstand und nach einem Brand 1808 erneuert wurde. Im Innenraum steht unter anderem eine klassizistische Kanzelwand und Orgel um 1830. | weitere Bilder                                                   |
| 09165966 | Friedrich-Ebert-Straße, Karl-Marx-Platz (Lage) | Nachtwächterhaus                                                 | | Nachtwächterhaus                                                 |
| 09165205 | Karl-Marx-Platz 16a (Lage)                     | Schloss                                                          | im 18. Jahrhundert auf den Resten der mittelalterlichen Burg Löwenberg errichtet | Schloss                                                          |
| 09165107 | Platz der OdF 4 (Lage)                         | Wohnhaus, linkes Wirtschaftsgebäude und Reste der Hofpflasterung | | Wohnhaus, linkes Wirtschaftsgebäude und Reste der Hofpflasterung |

### Nassenheide
| ID-Nr.   | Lage                             | Bezeichnung | Beschreibung | Bild |
| -------- | -------------------------------- | --- | --- | --- |
| 09165070 | Am Dorfanger (Lage)              | Dorfkirche | Die evangelische Kirche ist ein Saalbau aus dem Jahre 1749. Der Turm wurde im Jahre 1776 hinzugefügt. Im Inneren eine Kanzelwand aus der zweiten Hälfte des 18. Jahrhunderts. | Dorfkirche |
| 09165295 | Am Dorfanger 4 (Lage)            | Wohnhaus mit Wirtschaftsgebäuden und Einfriedung                                                                 | | Wohnhaus mit Wirtschaftsgebäuden und Einfriedung                                                                 |
| 09165071 | Am Dorfanger 33 (Lage)           | Wohnhaus | | Wohnhaus |
| 09165069 | An der alten Schule ()           | Gedenkstein für elf Häftlinge des Konzentrationslagers Sachsenhausen (Todesmarsch, April 1945), auf dem Friedhof | | Gedenkstein für elf Häftlinge des Konzentrationslagers Sachsenhausen (Todesmarsch, April 1945), auf dem Friedhof |
| 09165072 | B 96 (Lage)                      | Meilenstein, nördlich des Ortes                                                                                  | | weitere Bilder                                                                                                   |
| 09165424 | Oranienburger Chaussee 24 (Lage) | Chausseehaus mit Nebengebäude                                                                                    | | Chausseehaus mit Nebengebäude                                                                                    |

### Neuendorf
| ID-Nr.   | Lage                    | Bezeichnung                                         | Beschreibung | Bild |
| -------- | ----------------------- | --------------------------------------------------- | ------------ | ---- |
| 09165997 | Plötzenstraße 17 (Lage) | Forsthaus mit Scheune und Hofpflasterung            |              | BW   |
| 09165299 | Schleuener Weg 1 (Lage) | Waldwärter- und Forstsekretärshaus (heute Wohnhaus) |              | BW   |

### Teschendorf
| ID-Nr.            | Lage              | Bezeichnung | Beschreibung | Bild           |
| ----------------- | ----------------- | --- | --- | -------------- |
| 09165136 Wikidata | Im Hagen 7 (Lage) | Dorfkirche | Die evangelische Kirche stammt aus der zweiten Hälfte des 13. Jahrhunderts. Der Turm ist aus dem Jahr 1601. Im Inneren befindet sich eine Hufeisenempore und ein Kanzelaltar aus dem Jahr 1720. | weitere Bilder |
| 09165135          | Im Hagen 7 (Lage) | Grabstätte für 15 Häftlinge des Konzentrationslagers Sachsenhausen (Todesmarsch, April 1945), auf dem Friedhof | | BW             |